# Pas van Cortés
De Pas van Cortés (Spaans: Paso de Cortés) is een bergpas in Mexico. De pas bevindt zich tussen de vulkanen Popocatépetl en de Ixtaccíhuatl op een hoogte van 3688 meter.
De pas is genoemd naar Hernán Cortés, die hier in 1519 overheen trok op weg naar Tenochtitlan. De pas ligt op de grens van de staten Mexico en Puebla.

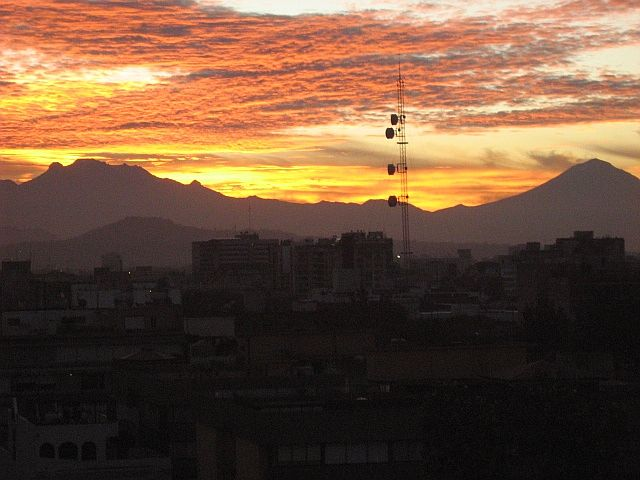
De pas van Cortés ligt direct rechts van de antenne; de berg links is de Iztaccíhuatl, rechts de Popocatépetl